# Crocodylus suchus
Espèce
Synonymes
- Crocodilus suchus Geoffroy, 1807
- Crocodylus niloticus suchus Geoffroy, 1807

Statut de conservation UICN

 NE  : Non évalué
Crocodylus suchus, le Crocodile suchos, est un crocodilien de la famille des Crocodylidae.

## Répartition
Cette espèce se rencontre en Mauritanie, au Sénégal, en Gambie, au Mali, en Guinée, au Burkina Faso, au Ghana, au Togo, au Bénin, au Nigeria, au Niger, au Tchad, en Centrafrique, au Cameroun au Maroc, en Algérie et en Guinée équatoriale.

## Taxinomie
Cette espèce était considérée auparavant comme une sous-espèce de Crocodylus niloticus.

## En captivité
En Europe, on retrouve cette espèce dans 7 zoos, au Zoo de Cologne (Allemagne), au Zoo de Copenhague (Danemark), au Zoo de Dublin (Irlande), au Kristiansand Zoo and Amusement Park (Norvège), au zoo de Lyon (Parc de la tête d'or), à Aquatis (Suisse), et à la ferme aux crocodiles de Pierrelate. [réf. nécessaire].
En Afrique, on le retrouve dans le Crocoparc Agadir (Maroc).

## Caractéristiques
Le crocodile suchos est plus petit que celui du Nil, avec une longueur moyenne à l'âge adulte de 1,5 à 2,5 mètres et un maximum aux environs de 3 à 4 mètres.

## Publication originale
- Geoffroy, 1807 : Description de deux crocodiles qui existent dans le Nil, comparés au crocodile de Saint-Domingue. Annales du Muséum d'Histoire Naturelle, vol. 10, p. 67-86 (lire en ligne).